# Teala Dunn
Pour les articles homonymes, voir Dunn.
Teala Dunn, née le 8 décembre 1996 dans le New Jersey, est une actrice, chanteuse et vidéaste web américaine. Elle est active à la télévision depuis 2002 avec une première apparition dès l'âge de 6 ans dans un épisode de New York, unité spéciale. Entre 2015 et 2018 elle est la voix récurrente du personnage Bumblebee dans des films et séries d'animation de la franchise DC Super Hero Girls.

## Biographie
Teala Dunn nait le 8 décembre 1996 dans le New Jersey. Elle commence sa carrière très jeune avec une première apparition en 2002 dans un épisode de la série New York, unité spéciale. Au cinéma c'est en 2005 qu'elle apparaît pour la première fois, dans le long métrage Transamerica de Duncan Tucker (en). De 2006 à 2013 elle est la voix de la tortue Tuck dans 82 épisodes de la série animée Wonder Choux (Wonder Pets). Entre 2015 et 2018 elle est la voix de Bumblebee dans plusieurs films et séries d'animation de la franchise DC Super Hero Girls.
Plus récemment en 2022 elle joue au cinéma dans la comédie Crush de la réalisatrice Sammi Cohen et à la télévision dans la série Good Trouble.
Teala Dunn est très active et populaire sur les réseaux sociaux avec un total de 13 millions d'abonnés.  Elle a cependant déjà dénoncé avoir reçu des messages malveillants, et les internautes se montrent parfois critiques lorsque certaines de ses vidéos sont jugées répétitives ou racoleuses.
En 2022 elle diversifie ses activités avec un podcast intitulé Anonymously Yours et se lance dans l'entrepreneuriat en commercialisant sa propre crème de soins pour la peau,.

## Filmographie

### Cinéma
- 2005 : Transamerica de Duncan Tucker (en) : Petite fille
- 2007 : Il était une fois... de Kevin Lima : Lapin (voix)
- 2008 : Phoebe in Wonderland de Daniel Barnz : Jenny
- 2014 : Expelled d'Alex Goyette : Emily
- 2015 : Literally My Life: By Eva Gutowski (vidéo) : Teala
- 2016 : The Cleansing Hour de Damien LeVeck (court métrage) : Rachel (créditée Reala Dunn)
- 2016 : DC Super Hero Girls : Héroïne de l'année (vidéo) : Bumblebee (voix)
- 2017 : DC Super Hero Girls : Jeux intergalactiques (vidéo) : Bumblebee / Artemiz (voix)
- 2017 : Lego DC Super Hero Girls : Rêve ou Réalité (vidéo) : Bumblebee (voix)
- 2017 : School Spirits d'Allison Eckert : Morgan Walker
- 2018 : Lego DC Super Hero Girls : Le Collège des super-méchants (vidéo) : Bumblebee (voix)
- 2018 : DC Super Hero Girls : Les Légendes de l'Atlantide (vidéo) : Bumblebee (voix)
- 2022 : Crush de Sammi Cohen : Stacey Clark

### Télévision
- 2002 : New York, unité spéciale : Nina (saison 4, épisode 7)
- 2003 : Queens Supreme (en) : Cherise (épisode 12)
- 2006-2013 : Wonder Choux ! : Tuck, la Tortue (82 épisodes)
- 2007-2008 : The Naked Brothers Band (en) : Juanita (8 épisodes)
- 2010-2012 : Ma femme, ses enfants et moi : Lindsey Kingston (83 épisodes)
- 2012 : Shake It Up : Gina (saison 2, épisode 16)
- 2013 : The Crazy Ones : Taylor (épisode 3)
- 2013-2014 : #doggyblog : Dab (2 épisodes)
- 2013-2014: AwesomenessTV (en) : Alanna (8 épisodes) ...
- 2014 : Enlisted : Britnay Cody (3 épisodes)
- 2014-2015: Les Thunderman : Kelsey (4 épisodes)
- 2015 : One Minute Horror (1 épisode)
- 2015 : How to Survive High School : Jasmine (épisode 4)
- 2015 : Flhaunt (mini-série) (épisode 1)
- 2015 : Makeup Call : Courtney (12 épisodes)
- 2015-2018 : DC Super Hero Girls : Bumblebee (52 épisodes) (voix)
- 2016 : DC Super Hero Girls: Super Hero High (téléfilm) : Bumblebee (voix)
- 2017 : Me and My Grandma (en) (épisode 3)
- 2017 : Lego DC Super Hero Girls : Bumblebee (6 épisodes) (voix)
- 2017-2018 : Guilty Party : Naia Santos (17 épisodes)
- 2018 : All Night (en) : Alexis (9 épisodes)
- 2018 : Spider-Man : Panda-Mania (saison 2, épisode 8) (voix)
- 2018 : Escape the Night (en) : The Super Spy (9 épisodes)
- 2019 : Liza on Demand : Jaryn (saison 2, épisode 10)
- 2019 : Get Shorty (en) : Teala (saison 3, épisode 4)
- 2019 : Date Takeover (jeu télévisé) : Teala (1 épisode)
- 2021-2022 : Good Trouble : Zelda Grant (4 épisodes)